# Lac Tagish
Pour les articles homonymes, voir Tagish.
Le lac Tagish est un lac situé au Yukon et au nord de la  Colombie-Britannique au Canada. Il fait environ 100 kilomètres (62 mi) de long et 2 kilomètres (1 mi) de large.

## Géographie
Il est formé de deux bras, le Taku Arm à l'est, qui est le plus long, et est situé en majeure partie en Colombie-Britannique, et le Windy Arm, situé au Yukon. La Klondike Highway longe le Windy Arm au sud de Carcross. La Bennett qui traverse le Lac Bennett - à l'ouest - se jette dans le lac Tagish.

## Étymologie
Son nom provient de la langue Tagish, et signifie le « piège à poissons ».

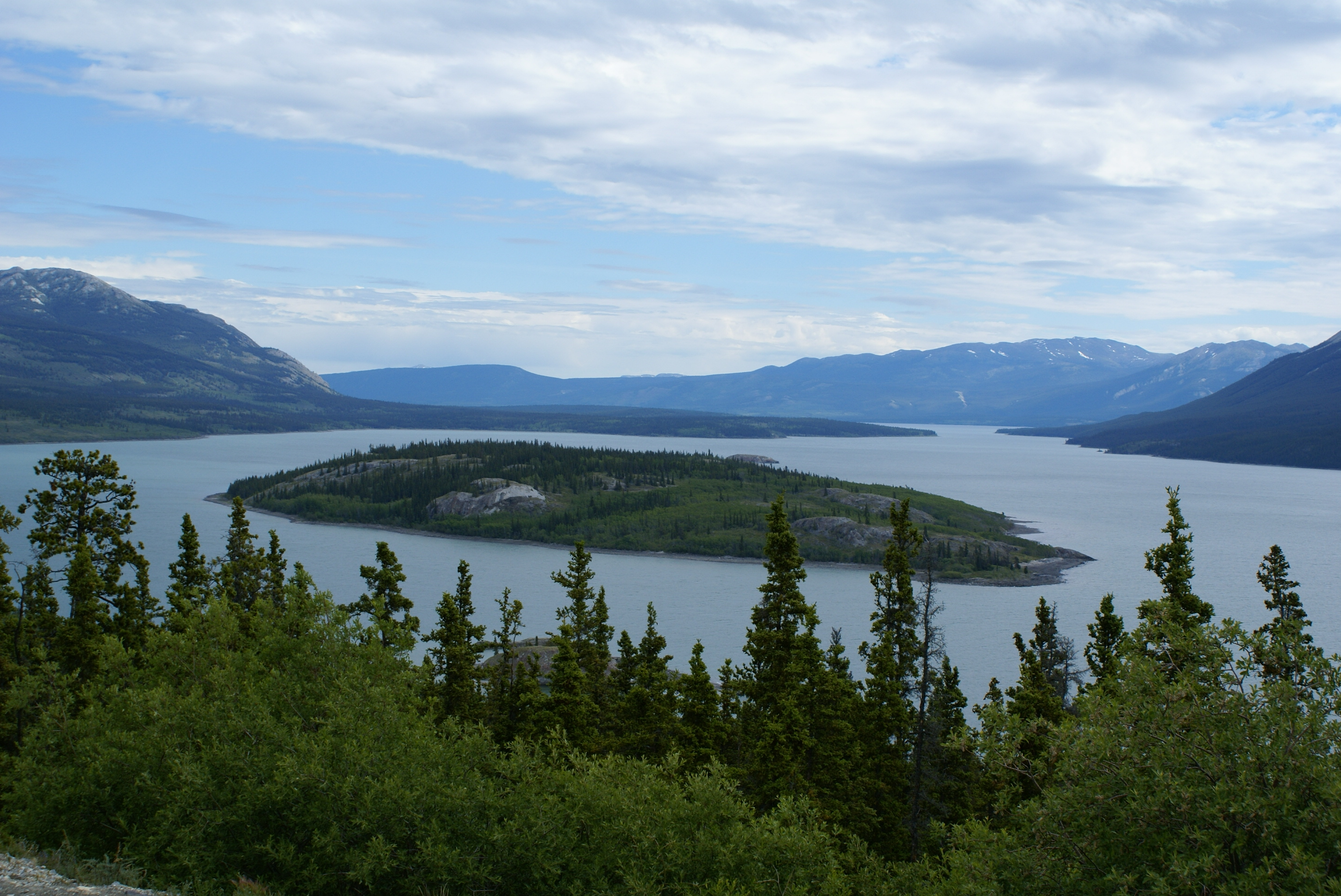
Bove Island sur le Tagish Lake.

## Météorite
Le 18 janvier 2000, une chondrite carbonée est tombée sur la surface gelée du Taku Arm. Cette météorite a depuis été nommée météorite du lac Tagish. De nombreux fragments ont été découverts et étudiés par l'Université de Calgary, l'Université de Western Ontario et la NASA. La météorite fait actuellement partie des collections de l'Université de l'Alberta.

## Écologie
Le lac Tagish est sur la route de migration des cygnes qui y viennent chaque printemps à la fonte des glaces. 